# Dasyomma mcalpinei
Dasyomma mcalpinei är en tvåvingeart som beskrevs av Paramonov 1962. Dasyomma mcalpinei ingår i släktet Dasyomma och familjen bäckflugor. Inga underarter finns listade i Catalogue of Life.